# Минтенко, Виталий Георгиевич
Виталий Георгиевич Минтенко (род. 29 октября 1972 года в Сторожинце, Черновицкая область, СССР) — советский и украинский футболист, выступавший на позициях полузащитника и нападающего. Известен благодаря выступлениям в составе киевского «Динамо», черновицкой «Буковины», донецкого «Металлурга» и ряда других украинских и израильских клубов.

## Биография
Виталий Минтенко родился в буковинском городке Сторожинец. Воспитанник киевского спортинтерната. Выступать на профессиональном уровне начал в составе луцкой «Волыни», за которую сыграл четыре поединка в 1989 году, после чего перешёл в ряды киевского «Динамо». Однако в составе киевлян ни разу на поле так и не появился, отыграв два сезона за дубль.
В 1992 году перешёл в состав черновицкой «Буковины», где сразу же стал игроком основы. Уверенная игра футболиста заставила второй раз обратить на него внимание тренерского штаба «Динамо», и Минтенко вернулся в Киев. За два сезона в составе «бело-синих» Виталий дважды стал чемпионом страны и раз завоевал кубок, однако довольствовался в основном выходами на замену, что не могло его устраивать, поэтому в 1994 году он решил попробовать свои силы за границей и отправился в Израиль.
Впрочем, за рубежом футболисту тоже не удалось проявить свои лучшие качества, в поисках собственной игры он сменил один израильский клуб на другой, после чего решил вернуться на Украину, где принял предложение тренерского штаба «Буковины». По возвращении в Черновцы у Минтенко начался успешный период: он демонстрировал довольно приличную результативность, забив за два сезона 20 мячей, а в сезоне 1995/96 вместе с командой занял второе место в турнире Первой лиги, пропустив вперёд лишь полтавскую «Ворсклу», которая демонстрировала на то время сильную, как для Первой лиги, игру.
В 1997 году Минтенко транзитом через ивано-франковское «Прикарпатье» оказался в донецком «Металлурге». В новом клубе Виталий начал очень мощно, однако впоследствии его игра несколько ухудшилась, и в 1999 году был отдан в аренду иерусалимскому «Хапоэлю», а в 2001 году футболист пробовал свои силы в «Кривбассе» также на арендных началах.
В 2002 году Виталий Минтенко пополнил ряды днепропетровского «Днепра», однако в одном из контрольных поединков получил тяжёлую травму — перелом ноги. Из-за этого он пропустил почти весь сезон, а 2003 год стал для него последним в карьере — после всего лишь одного матча в составе «днепрян» футболист перешёл в харьковский «Металлист», вместе с которым завоевал серебро Первой лиги и право выступления в высшем дивизионе. Однако сезон в элите харьковчане начали уже без Минтенко. Были слухи о возвращение Виталия в большой футбол в качестве игрока «Буковины», однако из-за определенных причин сбыться им не пришлось.